# Berghia coerulescens
La bergia azzurra (Berghia coerulescens (Laurillard, 1832)) è un mollusco nudibranchio della famiglia Aeolidiidae.

## Descrizione
Ha un corpo di colore bianco, lungo sino a 7 centimetri, con cerata blu-azzurro con la parte terminale gialla. I rinofori sono papillati, di colore marrone chiaro, con una macchia arancio tra di essi.

## Biologia
Si nutre di attinie.

## Specie simili
Cuthona caerulea, da cui si distingue per i rinofori, non papillati in questa specie.